# ギギッ滝
ギギッ滝（ギギッたき、インドネシア語: Air terjun Gitgit）は、インドネシア共和国バリ州ブレレン県スカサダ郡ギギッ村 (Desa Gitgit) にある滝。バリ島北部の北斜面に位置し、滝の近くからはシガラジャの町やバリ海を望むこともできる。